# Liofilització
La liofilització és el procés de deshidratació de l'aliment o producte biològic mitjançant la congelació i la posterior sublimació, a pressió reduïda, del gel format, és a dir, l'evaporació de l'aigua. Té lloc en un recipient on s'ha fet el buit. És el més noble procés de conservació de productes biològics conegut, perquè combina els dos mètodes més fiables de conservació, la congelació i la deshidratació.
Avui en dia, el consumidor vol que es mantinguin les característiques organolèptiques dels aliments (olor, color, sabor, etc.) i  que se'n millori la vida útil. La liofilització permet mantenir aquestes propietats perquè els productes són congelats i deshidratats al buit. Un dels aspectes més importants a tenir en compte és la selecció dels additius que permeten aconseguir una bona aparença i una estabilitat perllongada del producte.

## Origen
El primer registre de liofilització és dels esquimals, que preservaven el peix per deshidratació en el 1250 a.C. Els inques també vaporitzaven l’aigua de les seves collites en deixar-les a altes altures. Però fins al 1890 no es va descobrir com a tal la tècnica de liofilització. Primer va ser Richard Altmann que va obtenir teixits secs a pressions inferiors a l'atmosfèrica i a temperatures de –20 °C. En el 1920, la liofilització va ser establerta com un procés d'estabilització per a productes escalfables. L’inici de la liofilització com es coneix avui en dia va ser durant la Segona Guerra Mundial com a mètode de transport de sèrums i altres subministraments mèdics. Es va arribar a aquesta solució per al transport, ja que prèviament aquests objectes es feien malbé.
A partir de la dècada de 1950 la seva popularitat va anar augmentant i es va convertir en un mètode industrial que s'utilitza avui en dia en molts sectors, com ara la indústria farmacèutica, la indústria alimentària o la taxidèrmia. La patent va ser finalment conferida a Ariane Firus, que va descriure un equipament per a assecar que substituiria al model anterior que utilitzava àcid sulfúric.

## Procés

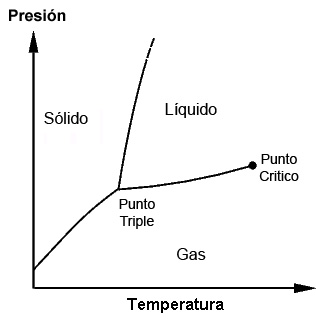
Figura 1: Diagrama de fases.

L'assecatge del producte s'aconsegueix mitjançant la sublimació de l'aigua, que es el canvi de fase de sòlid a gas. Això s'obté sotmeten el producte a condicions de pressió i temperatures menor a les del punt triple (punt on conviuen els tres estats de la matèria), ja que per sota d'aquest no existeix la fase líquida. És per això que incrementar lleugerament la temperatura del producte en aquestes condicions de pressió, el gel se sublima. Consisteix en quatre etapes: congelació; aplicació del buit; sublimació del gel en vapor d'aigua i extracció de la cambra d'assecatge, i retirada del producte del liofilitzador i es pot embalar i emmagatzemar.

La congelació inicial és una operació prèvia i obligatòria. El temps de durada depèn de diversos factors (quantitat, concentració i naturalesa del mateix producte). Una congelació adequada és la base perquè el producte liofilitzat presenti òptimes condicions d’aspecte, conservació de les seves propietats originals i una ràpida rehidratació, per això és important fer una congelació ràpida a temperatures menors a -20 °C. 

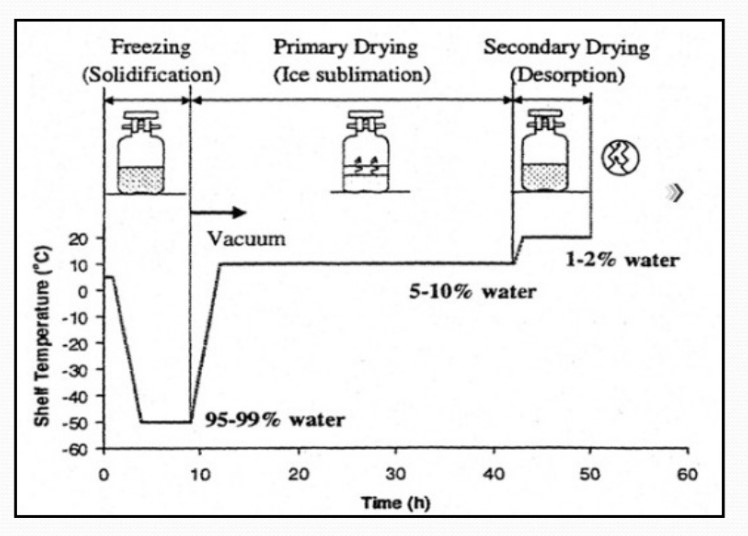
Figura 2: Procés de liofilització (en anglès)

A continuació, es donaria la sublimació, també anomenada dessecació primària, en la qual la major part de l’aigua lliure passa a vapor. Després del congelat, la matèria primera és col·loca en una cambra d'assecatge on se sotmet a pressions de buit (5 Pa a 10 Pa), on gràcies a temperatures baixes (entre –50 °C i –70 °C) s'aconsegueix sublimar el gel del producte. Amb això aconseguim un canvi de gel a vapor sense passar per l'estat líquid. Els paràmetres de temperatura, pressió i temps poden ser modificats independentment, però estan estretament relacionats, si es modifica un es modifiquen els altres, per tant, han de ser considerats i analitzats conjuntament.
Per acabar, es dona el procés de desorció o dessecació secundària. Aquest té l’objectiu d’eliminar les últimes traces de vapor d’aigua, evaporant l’aigua no congelada lligada al producte. La velocitat de sublimació continua decreixent de forma que es va aproximant a zero. Això és degut al fet que la calor necessària per retirar l'aigua lligada és més alta que la calor de sublimació. Es porta a terme a una temperatura inferior a la desnaturalització del producte i s'aconsegueix així una humitat final amb valors inferiors a l’1 per cent. En cas que la liofilització no funciones tan efectivament també podria generar alimients amb un 10 per cent d'humitat considerats aliments d'humitat intermèdia.

### Parts generals de l'equip de liofilització

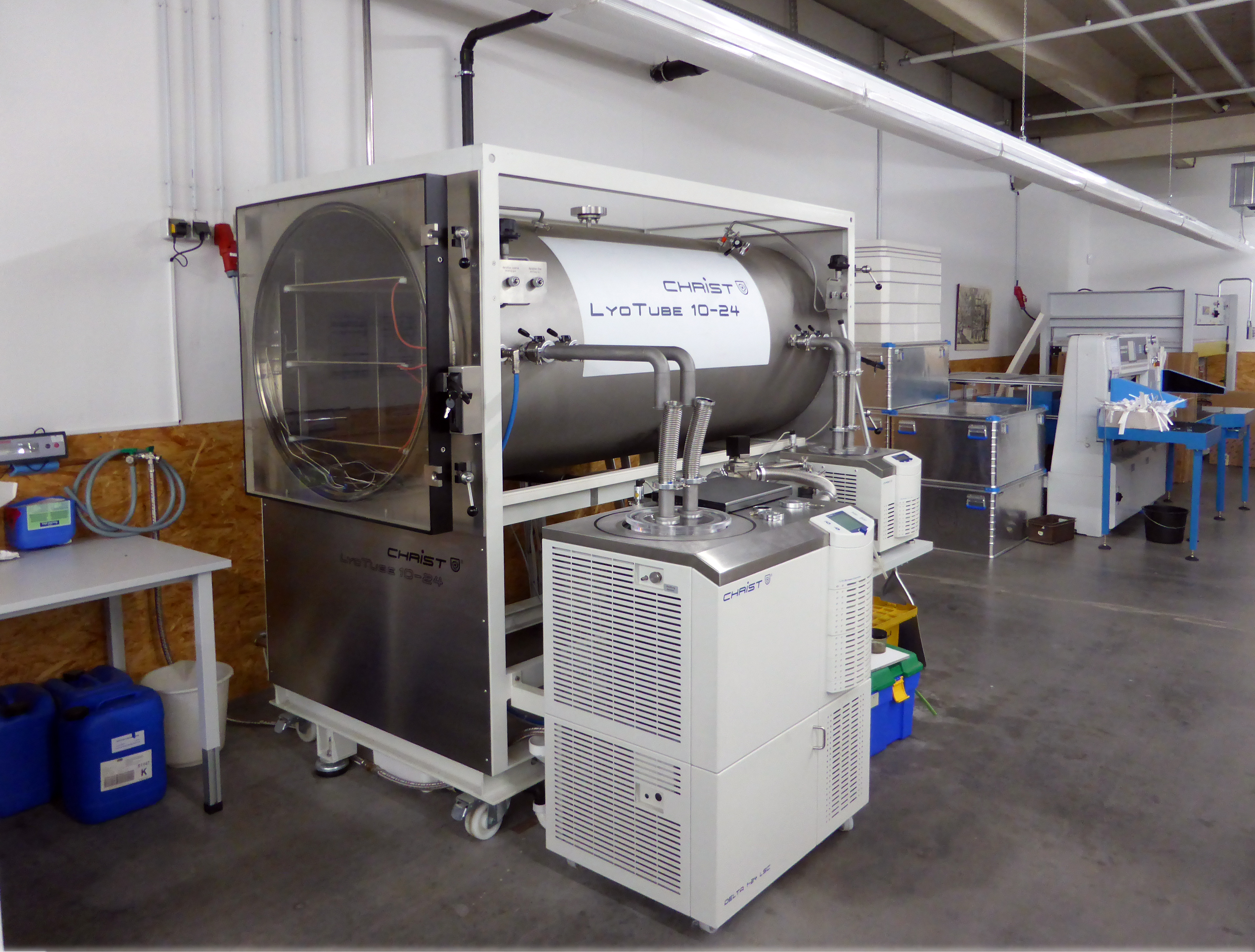
Figura 3: Liofilitzador

Hi ha tres components principals: la cambra d’assecatge, el condensador i el sistema de buit. La funció bàsica del liofilitzador és crear l'entorn necessari perquè es doni el procés.
- Cambra del liofilitzador: ens proporciona un entorn net i a vegades estèril pel procés i ens proporciona els valors de temperatura i pressió necessàries per congelar i assecar el producte.
- Condensador: la principal funció és eliminar els vapors condensables abans que entrin en el sistema de bombeig del buit.
- Sistema de buit: està connectat a la cambra del condensador i la seva funció és proporcionar les pressions necessàries per a les fases d’assecat primari i secundari. Requereixen una canonada de comunicació amb el condensador i la naturalesa de la bomba de buit.

## Avantatges i inconvenients

### Avantatges
- La temperatura a la qual està sotmès el producte es troba per sota de la temperatura a la qual moltes substàncies inestables sofreixen canvis químics.[3] La liofilització dels aliments no endureix ni redueix la seva aparença i sabor, sinó que ajudarà al fet que aquests mantinguin el seu sabor i aroma durant un major període, i a més a més, tenen la possibilitat de rehidratar-se de forma instantània i es produiran pocs canvis.[8]
- Mínima pèrdua de constituents volàtils fruit de la baixa temperatura a la qual s'opera. A més es redueix el perill de contaminació microbiana i els preparats enzimàtics no pateixen alteracions.
- Eliminació dels fenòmens d'oxidació - operació i envasat al buit: les característiques dels aliments liofilitzats són molt similars als dels aliments frescos donat que el creixement dels enzims i els microorganismes no sol produir-se a baixes temperatures, mentre que els fenòmens d'oxidació s'eliminen a causa que s'opera i s'envasa a un grau de buit alt.[9]
- Fàcil i ràpida reconstitució per addició d’aigua o solvent adequat donat la porositat característica del producte.
- Emmagatzematge il·limitat menyspreant la humitat romanent. S'elimina aproximadament entre un 95-99% de l'aigua que conté, el qual el converteix en un producte de llarga estabilitat, amb una solubilitat completa, fàcil i ràpida. Els aliments liofilitzats tenen una vida útil que pot durar entre quinze i vint-i-cinc anys, segons sigui el cas, sempre que s'emmagatzemin correctament. Mentre que els aliments congelats i els deshidratats solament es conserven durant dos anys.[8]
- Es conserva aproximadament un 95 per cent del valor nutricional dels productes, causant un dany mínim en comparació amb altres mètodes de deshidratació que solen tenir un valor del 60 per cent, pel fet que la calor tendeix a destruir part dels minerals i les vitamines que contenen aquests elements.[8][9]
- El producte és molt fàcilment manipulable i transportable pel seu baix pes i perquè no requereix refrigeració. Això és degut al fet que els aliments després d’haver eliminat l’aigua es tornen molt lleugers.[8]

### Inconvenients
La liofilització és un procés llarg i costós, que requereix una inversió cara d'instal·lacions i equips i personal qualificat en l’operació i manteniment dels equips. A més, consumeix molta energia.
Presenta riscos a causa de l’operació amb líquids criogènics com el nitrogen líquid o la neu carbònica. I d'altres associats amb el buit: possibles explosions o implosions per canvis de pressió extrems o per treballar amb material en estat defectuós.

## Diferències entre assecat convencional i liofilització
L'assecatge convencional també és un mètode de conserva d'aliments que consisteix a treure l'aigua d'aquests, fet que evita la proliferació de microorganismes i la putrefacció. Se sol fer mitjançant l'evaporació de l'aigua a causa del sol i el vent.
La principal diferència és que l'assecatge convencional utilitza la tècnica d'evaporació mentre que la liofilització es basa en la congelació i la sublimació. Altres diferències serien:
| Assecat convencional                                                                   | Liofilització |
| -------------------------------------------------------------------------------------- | --- |
| Obtenció d'aliments secs (verdures i gra)                                              | Obtenció de la majoria de productes, però sobretot limitat a aquells que són difícils d'assecar per altres mètodes |
| És poc satisfactori per a la carn                                                      | Recomanat per carns crues i cuites                                                                                 |
| Interval de temperatura: 37-93 °C                                                      | Temperatures per sota del punt de congelació                                                                       |
| Pressions atmosfèriques                                                                | Pressions reduïdes (25–133 Pa)                                                                                     |
| S'evapora l'aigua de la superfície de l'aliment                                        | Se sublima l'aigua del front de congelació                                                                         |
| Moviment de soluts i causa algunes vegades enduriment                                  | Moviment mínim de soluts                                                                                           |
| Les tensions en moviments sòlids poden causar dany estructural i encongiment           | Canvis estructurals o encongiment mínim                                                                            |
| Rehidratació incompleta                                                                | Rehidratació completa                                                                                              |
| Les partícules poroses seques solen tenir una densitat més alta que l'aliment original | Les partícules poroses seques tenen una densitat menor que l'aliment original                                      |
| Olor i gust anormal (freqüentment)                                                     | Olor i gust normalment intensificat                                                                                |
| Els aliments tenen un color més fosc (freqüentment)                                    | Color normal |
| Valor nutritiu reduït                                                                  | Nutrients retinguts en gran percentatge                                                                            |
| Cost generalment baix                                                                  | Cost generalment alt, aproximadament quatre vegades més que l'assecatge convencional                               |

## Aplicacions

### Industrial
El lloc que ocupa habitualment és en la producció de medicaments (comprimits, teixits, plasma i sèrums entre altres) a més d'aliments.
Cal destacar entre altres la indústria química on es preparen catalitzadors, es fa l'assecatge de materials orgànics (fusta, flors, preservació d’animals) i es conserven documents i llibres antics. Hi ha institucions que ofereixen, a l’hora de treballar equips, pel treball correcte en la qualsevol de les etapes del procés des del pretractament fins a l'empaquetament. Un exemple és la CIMA Industries.

### Alimentàries

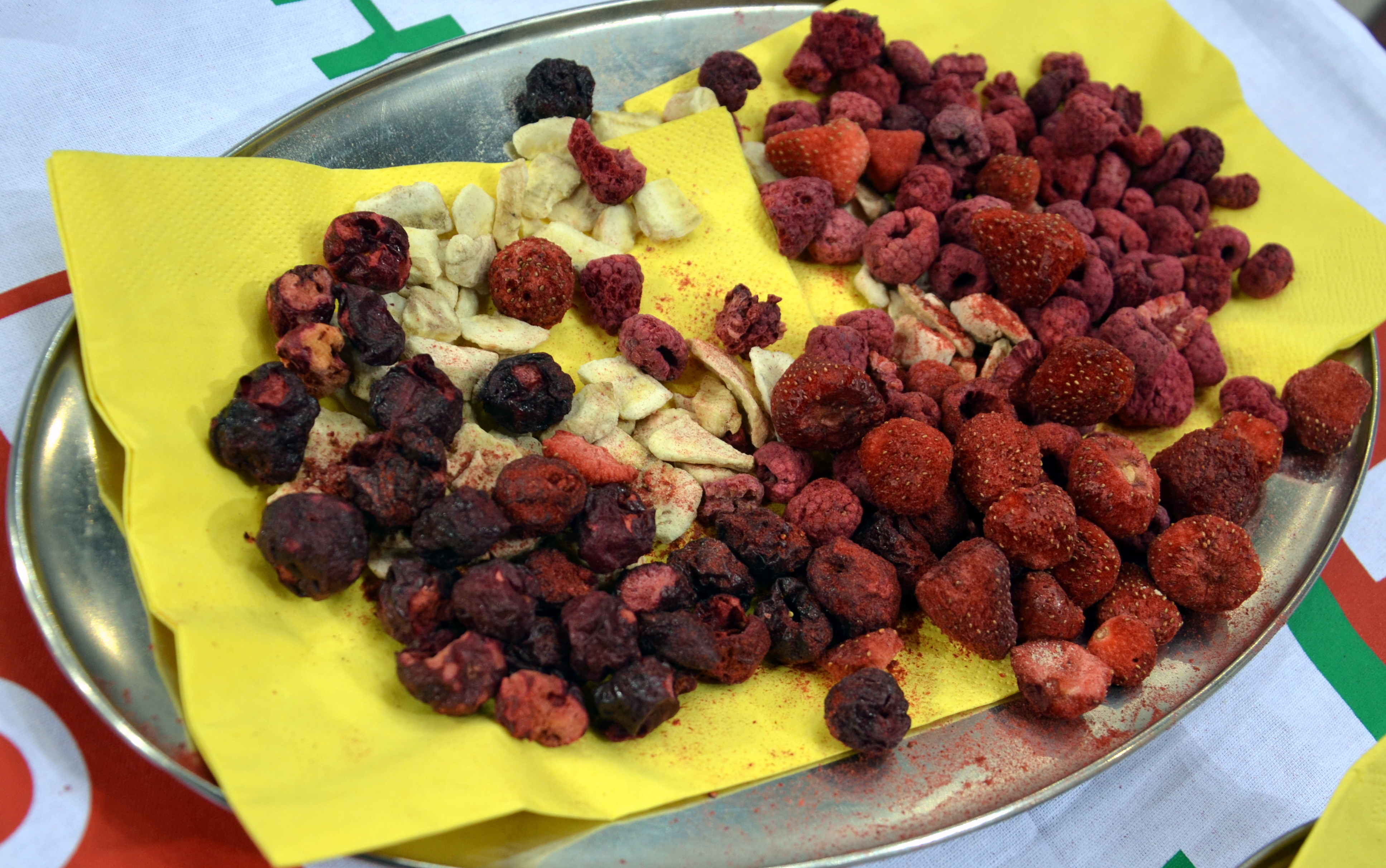
Figura 4: Maduixes liofilitzades

Atura el creixement de microorganismes. Inhibeix el deteriorament a causa de reaccions químiques com canvi de color, sabor, ranciesa o pèrdua de propietats nutritives. Així mateix proporciona la facilitat de la distribució i l'emmagatzematge gràcies a la disminució del pes del producte fins a un 90 per cent i no hi ha necessitat de subministrar una cadena de fred. El producte tractat no experimenta canvi de forma i és senzillament re-hidratable. Els aliments solen ser d'elevat valor específic com els següents: llagostins, cafè soluble instantani, racions per muntanyencs i altres esports d'alta exigència, racions militars i per astronautes. En els últims anys s'ha incrementat la utilització d'aliments liofilitzats (trossets de carn i verdures) combinats amb altres deshidratats per calor, per produir a costos més accessibles sopes instantànies i salses. Nutripac S.A. és una de les empreses més importants al Brasil, Argentina i Mèxic referent al camp alimentari.
Així mateix, la llet materna com a exemple de producte testat mostra que mitjançant la liofilització i un emmagatzematge a –80 °C es redueix el contingut de microorganismes mesofils aeròbics i Staphylococcus epidermidis en comparació amb un magatzem a –20 °C. Aquesta informació és un indicador clar del possible ús de la liofilització com a alternativa factible per als bancs de llet humana.

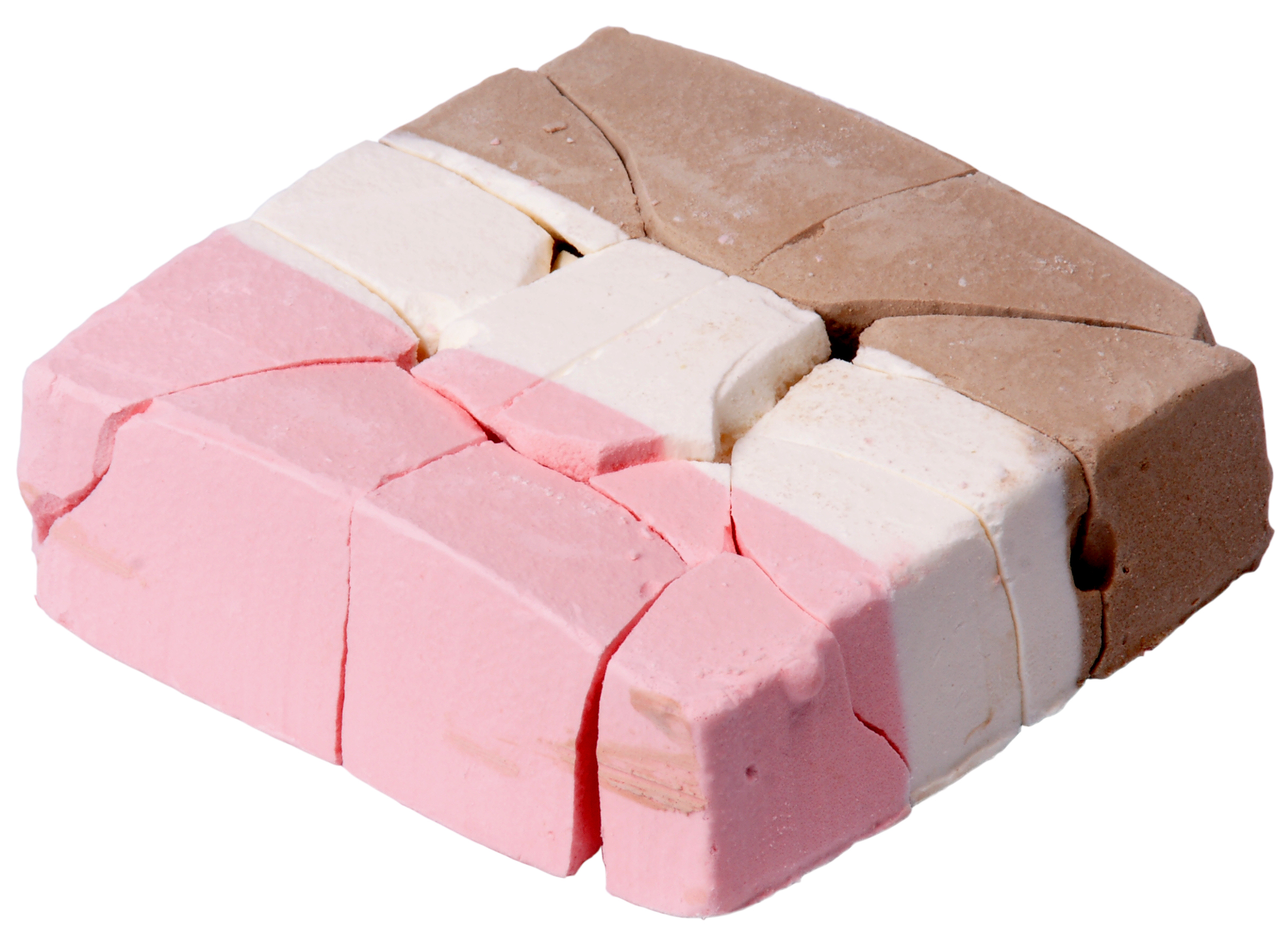
Figura 5: Gelat liofilitzat

Un altre exemple d'aliment liofilitzat és la fruita, que concentra els antioxidants que inclou en la seva composició. Aquests s'encarreguen de combatre els radicals lliures. També té un alt contingut de fibra, nutrient que estabilitza els nivells de colesterol, redueix el risc de patir malalties cardiovasculars i sobretot, ajuda a regular la digestió. A més a més, també és de gran ajuda en dietes, ja que controla l'apetit i tenen poques calories. A part d'això, en el procés de liofilització s'augmenta la presència de minerals com el ferro i el potassi, i les vitamines A i C. Això ajuda a combatre l'anèmia, afavoreix l'eliminació de líquids i millora el sistema immunitari. Per acabar, no requereixen la presència de conservants o aromes artificials. El gelat liofilitzat o gelat d'astronautes és un altre exemple de menjar liofilitzat.
La liofilització, com qualsevol pràctica o procés industrialitzat, es regeix per unes normes i el material i maquinària utilitzats han de complir certes normatives. Hi ha tot un apartat dedicat a aquesta tècnica en la normativa ISO 13408 concretament la part 3 (ISO 13408-3).

### Indústria farmacèutica
S'utilitza normalment per a augmentar la vida mitjana de productes com ara vacunes de virus, ja que se'n pot extreure l’aigua i conservar-los en un vial de vidre fàcilment emmagatzemat o transportat per a posteriorment ser reconstituït a l'hora d’utilitzar-lo.
Uns altre productes són aquells que estan presents en forma de pols i que, posteriorment, es restauraran per a utilitzar-los en injeccions o per a ser consumits. D'aquesta manera es millora la capacitat d'emmagatzemar proteïnes, pèptids, antibiòtics i altres productes que en solucions aquoses són molt menys estables.
Un exemple inesperat d’aplicació directa és en la inclusió de Lactobacillus reuteri com una forma farmacèuticament adequada per a la protecció de la zona vaginal i així prevenir o per combatre possibles infeccions urogenitals en dones. La liofilització era part del procés igual que l'encapsulació prèvia. L'experiment va ser un èxit al contemplar els resultats després de la introducció de L. reuteri que va demostrar ser viable a l'eliminar Streptococcus agalactiae NH 17 i inhibint la formació de biofilms.

### Taxidermia
La liofilització també es pot utilitzar per a la conservació d'animals com ara peixos, crustacis, amfibis, rèptils, insectes o petits mamífers. A més, es poden conservar animals de companyia com gossos. Aquest mètode s'utilitza, ja que és menys invasiu.

## Aparició de microorganismes
Tot i ser de les tècniques més utilitzades per a conservar aliments, la liofilització no aconsegueix eliminar la totalitat dels microorganismes que hi són presents. Aproximadament se n'eliminen més del 90 per cent  i, a més, en el procés de rehidratació se'n perden molts més.
Això és perquè la liofilització sol causar una destrucció de la membrana plasmàtica de la gran majoria de cèl·lules, tot i que els fongs solen resultar menys afectats.

## Alternatives
A causa dels inconvenients que presenta la liofilització es poden utilitzar altres tècniques que donen resultats semblants. El spray drying és una tècnica que consisteix a aconseguir una pols a partir d’un líquid amb l’ús d’un gas calent. Aquesta és una tècnica emergent que està a prop de la comercialització en la indústria farmacèutica i podria arribar a substituir la liofilització en diversos llocs. En contra de la liofilització, aquesta tècnica és més econòmica i el seu cost energètic és menor.